# Sinophorus apiculatus
Sinophorus apiculatus är en stekelart som beskrevs av Sanborne 1984. Sinophorus apiculatus ingår i släktet Sinophorus och familjen brokparasitsteklar. Inga underarter finns listade i Catalogue of Life.